# Heinrich X. (Liegnitz-Haynau)
Heinrich X. (* nach 1425; † 28. Mai 1452) war 1441–1452 Herzog von Haynau. Er entstammte dem Geschlecht der Schlesischen Piasten.

## Leben
Heinrichs Eltern waren Herzog Ludwig III. und Margarete († 1454/55), Tochter des Oppelner Herzogs Bolko IV.
Nach dem Tod des Vaters 1441 erbte Heinrich Haynau und Goldberg, während seinem älteren Bruder Johann I. Lüben und Ohlau zufielen. Zugleich übernahmen sie den väterlichen Anspruch auf das Erbe des 1436 verstorbenen Herzogs Ludwig II. von Liegnitz und Brieg, der ein Stiefbruder ihres Großvaters Heinrich IX. war. Wegen Geldmangel verkauften sie 1446 Lüben an Heinrich IX. von Glogau und verpfändeten Haynau. Durch den Liegnitzer Lehnstreit, der nach dem Tod Ludwigs II. 1436 entfacht wurde, weil der böhmische Landesherr, König Sigismund den Heimfall von Liegnitz forderte, konnten sie den Erbanspruch nicht durchsetzen.
Heinrich starb unverheiratet und ohne Nachkommen 1452. Das Herzogtum Haynau vererbte er seinem Neffen Friedrich I. der erst 1469 auch das Herzogtum Liegnitz durch eine neuerliche Lehensvergabe erlangte.